# Андрій Полоцький
Андрі́й Ольге́рдович (1325 — 1399) — литовсько-український князь з династії Гедиміновичів, князь Псковський, Полоцький та Лукомський. Старший син Великого князя Литовського Ольґерда.

## Біографія
Дитячі роки провів у Вітебську. У 1341 році прибув до Пскова зі своїм батьком Ольгердом і дядьком Кейстутом. На прохання псковичів, які розраховували на допомогу в боротьбі з Лівонським орденом, поставлений у Пскові на князювання. У 1342 році став князем в більш багатому Полоцьку, але продовжував керувати і Псковом, призначивши туди намісника Георгія (Юрія) Вітовтовича. У 1348 році псковичі, скориставшись смертю намісника, перестали визнавати Андрія своїм князем.
У 1359 році Андрій Ольгердович вигнав з Ржева намісників Василя Михайловича Кашинського і повернув місто Всеволоду Олександровичу Холмському, який з 1358 року переховувався в Литві від утисків Василя Кашинського і татар. Це було зроблено з благословення литовсько-волинського митрополита Романа, у віданні якого перебували і полоцкая і тверська єпархії.
У 1362 році брав участь в битві на Синіх Водах.
У 1368 вигнав з Хорвача і Родні намісників Василя Кашинського, який захопив в 1367 року влада в Тверському князівстві.
Восени 1368 і 1370 років брав участь в походах батька на Москву, зроблених для відновлення порушених москвичами прав тверського князя Михайла Олександровича.
У 1373 році, згідно Симеоновского літопису, Андрій разом з Кейстутом скоїв наїзд на Переяславську волость.
Невдоволений діями свого брата князя Ягайла, якого проголосили Великим князем Литовським після смерті Ольгерда Гедиміновича, Андрій 1377 року переходить до Пскова, де якийсь час був князем. Визнає зверхність Москви, й 1379 року брав участь в московськім поході на Сіверщину.
Ягайло розцінивши це як «державну зраду» та хотів забрати Полоцьке князівство, й 1380 р. вислав туди Скиргайла, але полочани не прийняли нового князя, а визнавали лише Андрія. Він уклав союз з лівонськими лицарями, Смоленським й Рязанським князями проти Литви. Під час походу московського війська з Андрієм Полоцьким на Сіверщину, на бік Москви перейшов його рідний брат Дмитро Ольгердович, князь Брянський. Проте йому своїх волостей втримати не вдалося — вони залишились під Литвою.
Брав участь у війні Пскова з Лівонським орденом. Очолював псковський полк у Куликовській битві 1380 року. Згодом перейшов на службу до Великого князя Литовського Вітовта. Виступав на його боці під час громадянської війни у ВКЛ (1381—1384).
На початку 1386 р., під час перебування Яґайла в Польщі, Андрій розпочав військову кампанію на Литві спрямовану проти Ягайла і польсько-литовської унії. Але вислані з Кракова війська організували оборону й відбили його напад. Згодом Скиргайло вирушив на Полоцьк й на цей раз здобув його. З 1386 року Андрій — лукомський князь.
Андрія було заарештовано й відіслано до Польщі. Там у в'язниці він перебув до 1394 р., коли його взяв на поруки Вітовт з іншими князями.
Загинув у битві з татарами на р. Ворсклі 12 серпня 1399 р.